# Virginia Giorgi
Virginia Giorgi (ur. 24 lutego 1914 w Pawii, zm. 6 października 1991) – włoska gimnastyczka, srebrna medalistka letnich igrzysk olimpijskich w 1928.
W 1928 została wraz z Biancą Ambrosetti, Lavinią Gianoni, Luiginą Giavotti, Germaną Malabarba, Carlą Marangonii, Luiginą Perversi, Dianą Pizzavini, Luisą Tanzini, Caroliną Tronconi, Ines Vercesi i Ritą Vittadini srebrną medalistką w wieloboju drużynowym w gimnastyce na IX Letnich Igrzyskach Olimpijskich w Amsterdamie (były pierwszymi włoskimi medalistkami olimpijskimi).